# Psihoanaliza
Psihoanaliza je klinička teorija ličnosti koja se usredotočuje na intenzivno proučavanje osobe. Glavni predstavnik psihoanalize je Sigmund Freud, a među ostalima:  Carl Gustav Jung, Erich Fromm i Erik Erikson.

## Ciljevi psihoanalize
Freud je smatrao da pacijenti neće biti prisiljeni na neprilagođena ponašanja kada shvate da se zbog svojih nesvjesnih razloga tako ponašaju i da pacijent, vođen terapeutom,  mora sam doći do srži svojih problema.
Glavni ciljevi psihoanalitičkog tretmana jesu intelektualni i emocionalni uvid u primarne uzroke pacijentovih problema, istraživanje implikacija tih uvida i ojačavanje kontrole nad idom i superegom.

## Strukture ličnosti
Freud je uobličio tri strukture ličnosti od kojih se svaka odnosi na različite aspekte djelovanja ljudi:
- Id – dio ida su čovjekovi instinkti, ali je id izvor energije svih nagona.
- Ego -  djeluje na načelu stvarnosti, dok id tjera čovjeka da bude impulzivan, ego to može zaustaviti.
- Superego – predstavlja unutarnju predodžbu moralnih pravila, sadržeći u sebi ideale kojima se teži kao i krivnju, odnosno kaznu koju očekujemo ako prekršimo etičke norme.

## Razine svjesnosti
- svjesna razina
- podsvjesna
- nesvjesna
  - perceptivna obrana
  - subliminalna psihodinamička aktivacija

## Vanjske poveznice
- Psihoanaliza[neaktivna poveznica]